# Александрово-Гайский район
Алекса́ндрово-Га́йский райо́н — административно-территориальная единица (район) и муниципальное образование (муниципальный район) в Саратовской области России.
Административный центр — село Александров Гай.

## География
Район расположен в зоне полупустынь на крайнем юго-востоке Саратовской области. На севере район граничит с Новоузенским районом, на юге и юго-востоке с Казталовским районом Западно-Казахстанской области Казахстана. Протяженность границ района 254 км, из них 165 км — государственные границы. Протяженность территории района с севера на юг — 74 км, а с востока на запад — 48 км. Территория района — 2,7 тыс. км².
Это маловодная, засушливая территория, источники в большинстве случаев сильно минерализованы, поэтому остро стоит проблема с питьевой водой. Населённые пункты преимущественно приурочены к долинам рек Большой и Малый Узень, многочисленным естественным лиманам. Плоская поверхность без древесной растительности даёт хороший обзор, но лишена зрительных ориентиров.

## История
Район образован в январе 1935 года в результате разукрупнения Новоузенского района в составе Саратовского края (с 1936 года - в Саратовской области).
С 1960 по 1973 год Александрово-Гайский район был ликвидирован, его территория входила в состав Новоузенского района.
13 апреля 1973 года Александрово-Гайский район был восстановлен.

## Население
| Годы      | 1939   | 1959   | 1979   |
| --------- | ------ | ------ | ------ |
| Население | 14 052 | 13 141 | 16 460 |

| 1989    | 2002    | 2009    | 2010    | 2011    | 2012    | 2013    |
| ------- | ------- | ------- | ------- | ------- | ------- | ------- |
| 17 089  | ↗17 763 | ↘17 097 | ↘16 855 | ↗16 880 | ↘16 681 | ↘16 507 |
| 2014    | 2015    | 2016    | 2017    | 2018    | 2019    | 2020    |
| ↘16 219 | ↘16 034 | ↘15 860 | ↘15 735 | ↘15 483 | ↘15 253 | ↘15 031 |
| 2021    |         |         |         |         |         |         |
| ↘14 765 |         |         |         |         |         |         |

### Национальный состав
| № | Национальность | 1939 год        | 2010 год       |
| - | -------------- | --------------- | -------------- |
| 1 | Казахи         | 3 257 (23,2 %)  | 9 077 (54,1 %) |
| 2 | Русские        | 10 255 (72,9 %) | 6 695 (39,9 %) |
| 3 | Татары         | 219 (1,6 %)     | 364 (2,2 %)    |
| 4 | Чеченцы        | -               | 192 (1,1 %)    |
| 5 | Корейцы        | -               | 84 (0,5 %)     |
| 6 | Украинцы       | 155 (1,1 %)     | 77 (0,5 %)     |
| 7 | Другие         | 162 (1,2 %)     | 277 (1,6 %)    |
| 8 | Не указали     | 4 (0,0 %)       | 89             |
| 9 | Всего          | 14 052          | 16 885         |

Казахи составляют большинство во всех населённых пунктах района за исключением районного центра и его южного пригорода — села Новоалександровки и двух небольших хуторов: Кругляков и Яшин (40% и 28% соответственно).
Русское население района распределено неравномерно: три четверти всех русских района сконцентрированы в районном центре (почти пять тысяч), кроме того значительное число русских проживает в южном пригороде райцентра селе Новоалександровка (св. 700 чел.), в посёлке Камышки (св. 400 чел.), селе Луков Кордон (св. 170 жит.) и посёлке Приузенский (св. 100 жит.), в 20 населённых пунктах района русских нет вообще.

## Муниципально-территориальное устройство
В Александрово-Гайский муниципальный район входят 2 муниципальных образования со статусом сельского поселения:
| № | Муниципальное образование | Административный центр | Количество населённых пунктов | Население | Площадь, км2 |
| - | ------------------------- | ---------------------- | ----------------------------- | --------- | ------------ |
| 1 | Александрово-Гайское      | село Александров Гай   | 54                            | ↘13 420   | 2806,47      |
| 2 | Новоалександровское       | село Новоалександровка | 3                             | ↗1345     | 431,22       |

В рамках организации местного самоуправления в 2005 году в новообразованном муниципальном районе были созданы 7 сельских поселений. В 2016 году из них были упразднены следующие муниципальные образования: Варфоломеевское, Искровское, Камышковское, Новостепновское и Приузенское (все включены в Александрово-Гайское).

## Населённые пункты
В Александрово-Гайском районе 57 населённых пунктов.
| №  | Населённый пункт  | Тип     | Население | Муниципальное образование |
| -- | ----------------- | ------- | --------- | ------------------------- |
| 1  | Александров Гай   | село    | ↘8772     | Александрово-Гайское      |
| 2  | Ахматов           | посёлок | ↘113      | Александрово-Гайское      |
| 3  | Бабошкин          | хутор   | ↘39       | Александрово-Гайское      |
| 4  | Байгужа           | хутор   | ↘227      | Новоалександровское       |
| 5  | Береговой         | хутор   | ↘20       | Александрово-Гайское      |
| 6  | Бирюков           | хутор   | ↘22       | Александрово-Гайское      |
| 7  | Ближний           | хутор   | ↘5        | Александрово-Гайское      |
| 8  | Бурдин            | хутор   | ↘2        | Александрово-Гайское      |
| 9  | Варфоломеевка     | село    | ↘619      | Александрово-Гайское      |
| 10 | Васильки          | посёлок | ↘332      | Александрово-Гайское      |
| 11 | Ветелки           | хутор   | ↘93       | Александрово-Гайское      |
| 12 | Воропаев          | хутор   | ↗6        | Александрово-Гайское      |
| 13 | Глубокий          | хутор   | ↘1        | Александрово-Гайское      |
| 14 | Дальний           | хутор   | ↘1        | Александрово-Гайское      |
| 15 | Доращивание       | хутор   | ↘13       | Александрово-Гайское      |
| 16 | Жданов            | хутор   | ↗5        | Александрово-Гайское      |
| 17 | Жерпатер          | хутор   | ↘1        | Александрово-Гайское      |
| 18 | Запрудный         | хутор   | ↘4        | Александрово-Гайское      |
| 19 | Камышки           | село    | ↘886      | Александрово-Гайское      |
| 20 | Канавка           | село    | ↘469      | Александрово-Гайское      |
| 21 | Кокбие            | хутор   | ↘0        | Александрово-Гайское      |
| 22 | Копанистый        | хутор   | ↘0        | Александрово-Гайское      |
| 23 | Копылов           | хутор   | ↘0        | Александрово-Гайское      |
| 24 | Кошара            | хутор   | ↗3        | Александрово-Гайское      |
| 25 | Кривой            | хутор   | ↘1        | Александрово-Гайское      |
| 26 | Кругляков         | хутор   | ↘5        | Александрово-Гайское      |
| 27 | Крутенький        | хутор   | ↗14       | Александрово-Гайское      |
| 28 | Крутой            | хутор   | ↘2        | Александрово-Гайское      |
| 29 | Крючков           | хутор   | ↘2        | Александрово-Гайское      |
| 30 | Кулацкий          | хутор   | ↗2        | Александрово-Гайское      |
| 31 | Кушуков           | хутор   | ↘3        | Александрово-Гайское      |
| 32 | Лиманный          | хутор   | ↘0        | Александрово-Гайское      |
| 33 | Липин             | хутор   | ↘1        | Александрово-Гайское      |
| 34 | Луков Кордон      | село    | ↗662      | Александрово-Гайское      |
| 35 | Ляляев            | хутор   | ↘1        | Александрово-Гайское      |
| 36 | Мезин             | хутор   | ↘5        | Александрово-Гайское      |
| 37 | Монахов           | хутор   | ↘213      | Александрово-Гайское      |
| 38 | Морозов           | хутор   | ↘116      | Александрово-Гайское      |
| 39 | Моховой           | хутор   | ↘0        | Александрово-Гайское      |
| 40 | Новоалександровка | село    | ↘1062     | Новоалександровское       |
| 41 | Новоселье         | хутор   | ↘6        | Александрово-Гайское      |
| 42 | Новостепное       | хутор   | ↘46       | Александрово-Гайское      |
| 43 | Новостройка       | хутор   | ↗17       | Александрово-Гайское      |
| 44 | Новый Быт         | хутор   | ↘0        | Александрово-Гайское      |
| 45 | Передовой         | посёлок | ↗139      | Александрово-Гайское      |
| 46 | Поливное          | посёлок | ↘39       | Александрово-Гайское      |
| 47 | Привольный        | хутор   | 87        | Новоалександровское       |
| 48 | Приузенский       | посёлок | ↗674      | Александрово-Гайское      |
| 49 | Прудовой          | хутор   | →5        | Александрово-Гайское      |
| 50 | Разлой            | хутор   | →2        | Александрово-Гайское      |
| 51 | Соловки           | хутор   | ↘4        | Александрово-Гайское      |
| 52 | Старухин          | хутор   | ↘10       | Александрово-Гайское      |
| 53 | Суходол           | хутор   | ↘0        | Александрово-Гайское      |
| 54 | Сысоев            | хутор   | ↗326      | Александрово-Гайское      |
| 55 | Урусов            | хутор   | ↗2        | Александрово-Гайское      |
| 56 | Утиный            | хутор   | ↘1        | Александрово-Гайское      |
| 57 | Яшин              | хутор   | ↗26       | Александрово-Гайское      |

### Упразднённые населённые пункты
В 2016 году упразднён хутор Журавлиха, входивший в Александрово-Гайское МО.

## Транспорт
Протяжённость автодорог общего пользования с твёрдым покрытием — 119,2 км. В селе Александров Гай — железнодорожная станция.

## Археология
В Александрово-Гайском районе на берегу Большого Узеня находится памятник неолита Орошаемое (7–8 тыс. лет). Рядом на возвышенности вблизи водонапорной станции райводхоза находится неолитическая стоянка Алгай.